# 阿伯維爾 (內布拉斯加州)
阿伯維爾（英語：Arborville）是位於美國內布拉斯加州約克縣的非建制地區。

## 歷史
阿伯維爾的郵局於1874年設立，其後於1943年停運。

## 地理
阿伯維爾所處的海拔為高於海平面524米（即1719英呎），而該地所採用的時區為UTC-6，即北美中部时区（CST）。同時該地設有夏令時間，為UTC-6調快一小時，即UTC-5（CDT）。